# A Született detektívek epizódjainak listája
Ez a lista a Született detektívek (Rizzoli & Isles) című amerikai sorozat epizódjait tartalmazza. A sorozat 7. évad után végleg befejeződött 2016. szeptember 5-én. Magyarországon a sorozatot a Viasat 3 és a AXN sugározta.

## Évados áttekintés
| Évad | Évad | Részek száma | Részek száma | Eredeti sugárzás | Eredeti sugárzás     | Eredeti adó | Magyar sugárzás      | Magyar sugárzás      | Magyar adó |
| Évad | Évad | Részek száma | Részek száma | Évadbemutató     | Évadzáró             | Eredeti adó | Évadbemutató         | Évadzáró             | Magyar adó |
| ---- | ---- | ------------ | ------------ | ---------------- | -------------------- | ----------- | -------------------- | -------------------- | ---------- |
|      | 1.   | 10           | 10           | 2010. július 12. | 2010. szeptember 13. | TNT         | 2010. november 24.   | 2011. január 26.     | Viasat 3   |
|      | 2.   | 15           | 15           | 2011. július 11. | 2011. december 26.   | TNT         | 2011. szeptember 25. | 2013. március 28.    | Viasat 3   |
|      | 3.   | 15           | 15           | 2012. június 5.  | 2012. december 25.   | TNT         | 2013. április 29.    | 2013. május 23.      | Viasat 3   |
|      | 4.   | 16           | 16           | 2013. június 25. | 2014. március 18.    | TNT         | 2014. május 19.      | 2014. június 10.     | Viasat 3   |
|      | 5.   | 18           | 18           | 2014. június 17. | 2015. március 17.    | TNT         | 2015. június 3.      | 2015. június 26.     | Viasat 3   |
|      | 6.   | 18           | 18           | 2015. június 16. | 2016. március 15.    | TNT         | 2016. október 4.     | 2016. október 26.    | Viasat 3   |
|      | 7.   | 13           | 13           | 2016. június 6.  | 2016. szeptember 5.  | TNT         | 2017. szeptember 5.  | 2017. szeptember 21. | AXN        |

## Első évad (2010)
| Sor. | Év. | Cím                                                              | Rendező          | Író                        | Premier                                | Nézettség   |
| ---- | --- | ---------------------------------------------------------------- | ---------------- | -------------------------- | -------------------------------------- | ----------- |
| 1.   | 1.  | Nézd meg. Csináld meg. Tanítsd meg. (See One. Do One. Teach One) | Michael M. Robin | Janet Tamaro               | 2010. július 12. 2010. november 24.    | 7,55 millió |
| 2.   | 2.  | Bostoni fojtogató visszatért (Boston Strangler Redux)            | Michael M. Robin | Janet Tamaro               | 2010. július 19. 2010. december 1.     | 7,27 millió |
| 3.   | 3.  | Ördögi megszállottság (Sympathy for the Devil)                   | Roxann Dawson    | Joel Fields                | 2010. július 26. 2010. december 8.     | 6,55 millió |
| 4.   | 4.  | Keményen dolgozott a pénzért (She Works Hard for the Money)      | Arvin Brown      | Dave Caplan                | 2010. augusztus 2. 2010. december 15.  | 6,61 millió |
| 5.   | 5.  | Pénz a semmiért (Money for Nothing)                              | Nelson McCormick | Dave Caplan és Joel Fields | 2010. augusztus 9. 2010. december 22.  | 7,42 millió |
| 6.   | 6.  | Megcsókoltam egy lányt (I Kissed a Girl)                         | Michael Zinberg  | Alison Cross               | 2010. augusztus 16. 2010. december 29. | 6,49 millió |
| 7.   | 7.  | Futásra született (Born to Run)                                  | Matt Penn        | David Gould                | 2010. augusztus 23. 2011. január 5.    | 6,73 millió |
| 8.   | 8.  | Én vagyok a te mumusod (I'm Your Boogie Man)                     | Mark Haber       | Janet Tamaro               | 2010. augusztus 30. 2011. január 12.   | 6,42 millió |
| 9.   | 9.  | A bennem lakó fenevad (The Beast in Me)                          | Adam Arkin       | Karina Csolty              | 2010. szeptember 6. 2011. január 19.   | 7,24 millió |
| 10.  | 10. | Találat (When the Gun Goes Bang, Bang, Bang)                     | Michael M. Robin | Janet Tamaro               | 2010. szeptember 13. 2011. január 26.  | 6,56 millió |

## Második évad (2011)
| Sor. | Év. | Cím                                                           | Rendező          | Író                                                           | Premier                                | Nézettség   |
| ---- | --- | ------------------------------------------------------------- | ---------------- | ------------------------------------------------------------- | -------------------------------------- | ----------- |
| 11.  | 1.  | Nincs szükségünk egy másik hősre (We Don't Need Another Hero) | Michael Zinberg  | Janet Tamaro                                                  | 2011. július 11. 2011. szeptember 25.  | 6,38 millió |
| 12.  | 2.  | Élő bizonyíték (Living Proof)                                 | Bethany Rooney   | Dee Johnson                                                   | 2011. július 18. 2011. október 2.      | 6,39 millió |
| 13.  | 3.  | Tengerészek (Sailor Man)                                      | Michael Zinberg  | Joel Fields                                                   | 2011. július 25. 2011. október 9.      | 6,04 millió |
| 14.  | 4.  | A barna szemű lány (Brown Eyed Girl)                          | Mark Haber       | Julie Hébert                                                  | 2011. augusztus 1. 2011. október 16.   | 6,45 millió |
| 15.  | 5.  | Ne gyűlöld a játékost (Don't Hate the Player)                 | Holly Dale       | David Gould és Janet Tamaro                                   | 2011. augusztus 8. 2011. október 23.   | 6,46 millió |
| 16.  | 6.  | Bostoni lővész (Rebel Without a Pause)                        | Nelson McCormick | Elizabeth Benjamin és Janet Tamaro                            | 2011. augusztus 15. 2011. november 7.  | 6,74 millió |
| 17.  | 7.  | Vérvonal (Bloodlines)                                         | Michael Zinberg  | Elizabeth Benjamin és Dee Johnson                             | 2011. augusztus 22. 2011. november 13. | 6,27 millió |
| 18.  | 8.  | Legrosszabb ellenségem (My Own Worst Enemy)                   | Terrence O'Hara  | Joel Fields és Emilia Serrano                                 | 2011. augusztus 29. 2011. november 20. | 6,71 millió |
| 19.  | 9.  | Kapcsolat (Gone Daddy Gone)                                   | Fred Toye        | David Gould és Dee Johnson                                    | 2011. szeptember 5. 2011. november 27. | 6,69 millió |
| 20.  | 10. | Kincsvadászat (Remember Me)                                   | Randy Zisk       | David J. North és Janet Tamaro                                | 2011. szeptember 12. 2011. december 4. | 5,63 millió |
| 21.  | 11. | Tanú nélkül (Can I Get a Witness?)                            | Andy Wolk        | Janet Tamaro és Elizabeth Benjamin                            | 2011. november 28. 2013. március 14.   | 4,78 millió |
| 22.  | 12. | Bankrablás (He Ain't Heavy, He's My Brother)                  | Steve Robin      | David Gould és Dee Johnson                                    | 2011. december 5. 2013. március 19.    | 3,86 millió |
| 23.  | 13. | Osztálytalálkozó (Seventeen Ain't So Sweet)                   | Rod Holcomb      | Shelley Meals és Darin Goldberg                               | 2011. december 12. 2013. március 21.   | 4,91 millió |
| 24.  | 14. | Ne hagyd abba a táncot, kislány! (Don't Stop Dancing, Girl)   | Mark Haber       | Történet: David Gould és Janet Tamaro Tévéjáték: Janet Tamaro | 2011. december 19. 2013. március 26.   | 5,32 millió |
| 25.  | 15. | Nem baleset (Burning Down the House)                          | Michael Zinberg  | Janet Tamaro                                                  | 2011. december 16. 2013. március 28.   | 5,79 millió |

## Harmadik évad (2012)
| Sor. | Év. | Cím                                                      | Rendező          | Író                                                                           | Premier                             | Nézettség   |
| ---- | --- | -------------------------------------------------------- | ---------------- | ----------------------------------------------------------------------------- | ----------------------------------- | ----------- |
| 26.  | 1.  | Ami nem öl meg… (What Doesn't Kill You)                  | Michael Katleman | Janet Tamaro                                                                  | 2012. június 5. 2013. április 29.   | 5,62 millió |
| 27.  | 2.  | Piszkos kis titkok (Dirty Little Secret)                 | Aaron Lipstadt   | Steve Lichtman és Kiersten Van Home                                           | 2012. június 12. 2013. április 30.  | 5,13 millió |
| 28.  | 3.  | Ez még él! (This is How a Heart Breaks)                  | Steve Robin      | David Gould és Sal Calleros                                                   | 2012. június 19. 2013. május 1.     | 5,36 millió |
| 29.  | 4.  | Üdvözöljük a babaházban! (Welcome to the Dollhouse)      | Mark Haber       | Russell J. Grant és Janet Tamaro                                              | 2012. június 26. 2013. május 2.     | 5,43 millió |
| 30.  | 5.  | Anyai szeretet (Throwing Down the Gauntlet)              | Jamie Babbit     | Antoinette Stella és Janet Tamaro                                             | 2012. július 3. 2013. május 3.      | 5,32 millió |
| 31.  | 6.  | Pénzcsináló (Money Maker)                                | Greg Beeman      | Történet: David Sonnenborn és Janet Tamaro Tévéjáték: Janet Tamaro            | 2012. július 10. 2013. május 7.     | 5,51 millió |
| 32.  | 7.  | Megörülők érted (Crazy for You)                          | Fred Toye        | Antoinette Stella és Lindsay Sturman                                          | 2012. július 17. 2013. május 7.     | 5,84 millió |
| 33.  | 8.  | Vág, mint egy kés (Cuts Like a Knife)                    | Randy Zisk       | David Gould és Sal Calleros                                                   | 2012. július 24. 2013. május 8.     | 5,59 millió |
| 34.  | 9.  | Nem tudom, hogy ki az apa (Home Town Glory)              | Milan Cheylov    | Janet Tamaro                                                                  | 2012. július 31. 2013. május 9.     | 4,44 millió |
| 35.  | 10. | Szobrok (Melt My Heart to Stone)                         | Michael Katleman | Történet: Russell J. Grant és Janet Tamaro Tévéjáték: Janet Tamaro            | 2012. augusztus 14. 2013. május 14. | 6,04 millió |
| 36.  | 11. | Egy család (Class Action Satisfaction)                   | Norman Buckley   | Antoinette Stella és Lindsay Sturman                                          | 2012. november 27. 2013. május 14.  | 3,44 millió |
| 37.  | 12. | Egészség hete (Love the Way You Lie)                     | Mark Harber      | Steve Lichtman és David Gould                                                 | 2012. december 4. 2013. május 16.   | 4,75 millió |
| 38.  | 13. | Virtuális szerelem (Virtual Love)                        | Steve Robin      | Történet: Sam Lembeck és Sal Calleros Tévéjáték: Sal Calleros és Janet Tamaro | 2012. december 11. 2013. május 17.  | 3,79 millió |
| 39.  | 14. | Frost anyja (Over/Under)                                 | Paul Holohan     | Történet: Russell J. Grant és Janet Tamaro Tévéjáték: Janet Tamaro            | 2012. december 18. 2013. május 21.  | 3,42 millió |
| 40.  | 15. | Nincs több dráma az életemben (No More Drama in My Life) | Michael Katleman | Janet Tamaro                                                                  | 2012. december 25. 2013. május 23.  | 4,42 millió |

## Negyedik évad (2013-14)
| Sor. | Év. | Cím                                                         | Rendező          | Író                                                                                    | Premier                              | Nézettség   |
| ---- | --- | ----------------------------------------------------------- | ---------------- | -------------------------------------------------------------------------------------- | ------------------------------------ | ----------- |
| 41.  | 1.  | Egy család vagyunk (We Are Family)                          | Michael Katleman | Janet Tamaro                                                                           | 2013. június 25. 2014. május 19.     | 6,64 millió |
| 42.  | 2.  | A fejed felett (In Over Your Head)                          | Jamie Babbit     | Russell J. Grant és Janet Tamaro                                                       | 2013. július 2. 2014. május 20.      | 5,90 millió |
| 43.  | 3.  | A keresztelő (But I Am a Good Girl)                         | Norman Buckley   | Történet: Y. Shireen Razack Tévéjáték: Janet Tamaro                                    | 2013. július 9. 2014. május 21.      | 5,58 millió |
| 44.  | 4.  | Gyilkos magas sarkú cipőben (Killer in High Heels)          | Mark Haber       | Charlie Craig és Ken Hanes                                                             | 2013. július 16. 2014. május 22.     | 5,22 millió |
| 45.  | 5.  | Tánc az ördöggel (Dance with the Devil)                     | Jamie Babbit     | Történet: Lisa Marie Petersen Tévéjáték: Janet Tamaro                                  | 2013. július 23. 2014. május 23.     | 5,49 millió |
| 46.  | 6.  | Valaki figyel engem (Somebody's Watching Me)                | Milan Cheylov    | Lisa Marie Petersen és Ken Hanes                                                       | 2013. július 30. 2014. május 26.     | 5,33 millió |
| 47.  | 7.  | Mindenki egyért (All for One)                               | Paul Holohan     | Janet Tamaro                                                                           | 2013. augusztus 6. 2014. május 27.   | 5,50 millió |
| 48.  | 8.  | Hideg mint a jég (Cold As Ice)                              | Randy Zisk       | Lisa Marie Petersen és Ken Hanes                                                       | 2013. augusztus 13. 2014. május 28.  | 5,60 millió |
| 49.  | 9.  | Senki nem kedveli a gonoszokat (No One Mourns the Wicked)   | Steve Robin      | Történet: Ken Hanes és Lisa Marie Petersen Tévéjáték: Janet Tamaro                     | 2013. augusztus 20. 2014. május 29.  | 5,61 millió |
| 50.  | 10. | Versenyre készült (Built for Speed)                         | Anthony Hardwick | Russell J. Grant és Matt MacLeod                                                       | 2013. augusztus 27. 2014. május 30.  | 6 millió    |
| 51.  | 11. | Bíró, zsűri és végrehjtó (Judge, Jury & Executioner)        | Mark Haber       | Y. Shireen Razack és Jill Goldsmith                                                    | 2013. szeptember 3. 2014. június 2.  | 5,88 millió |
| 52.  | 12. | Bűntársak (Partners in Crime)                               | Randy Zisk       | Linda McGibney és Janet Tamaro                                                         | 2013. szeptember 10. 2014. június 3. | 5,70 millió |
| 53.  | 13. | Egy bohóc könnyei (Tears of a Clown)                        | Michael Katleman | Történet: Ken Hanes és Matt MacLeod Tévéjáték: Ken Hanes, Matt MacLeod és Janet Tamaro | 2014. február 25. 2014. június 4.    | 3,73 millió |
| 54.  | 14. | Csak játszani akart (Just Push Play)                        | Kate Woods       | Történet: Linda McGibney és Sam Lembeck Tévéjáték: Linda McGibney és Janet Tamaro      | 2014. március 4. 2014. június 5.     | 3,35 millió |
| 55.  | 15. | Büfé kocsik sorra (Food for Thought)                        | Steve Clancy     | Történet: Jill Goldsmith és Y. Shireen Razack Tévéjáték: Janet Tamaro                  | 2014. március 11. 2014. június 6.    | 4,74 millió |
| 56.  | 16. | Mindig hiányozni fogsz (You're Gonna Miss Me When I'm Gone) | Norman Buckley   | Janet Tamaro                                                                           | 2014. március 18. 2014. június 10.   | 3,58 millió |

## Ötödik évad (2014-15)
| Sor. | Év. | Cím                                               | Rendező          | Író                               | Premier                              | Nézettség   |
| ---- | --- | ------------------------------------------------- | ---------------- | --------------------------------- | ------------------------------------ | ----------- |
| 57.  | 1.  | Egy új nap (A New Day)                            | Michael Katleman | Michael Sardo                     | 2014. június 17. 2015. június 3.     | 5,81 millió |
| 58.  | 2.  | Amnézia (…Goodbye)                                | Steve Robin      | Jan Nash                          | 2014. június 24. 2015. június 4.     | 5,50 millió |
| 59.  | 3.  | Túl szép, hogy igaz legyen (Too Good to Be True)  | Mark Haber       | Ken Hanes                         | 2014. július 1. 2015. június 5.      | 5,43 millió |
| 60.  | 4.  | Utolsónap (Doomsday)                              | Kevin Dowling    | Katie Wech                        | 2014. július 8. 2015. június 8.      | 5,13 millió |
| 61.  | 5.  | Legjobb tervek (The Best Laid Plans)              | Christine Moore  | Alicia Kirk                       | 2014. július 15. 2015. június 9.     | 4,86 millió |
| 62.  | 6.  | Sok idő és sok munka (Knockout)                   | Paul Holahan     | Russell J. Grant és Michael Sardo | 2014. július 22. 2015. június 10.    | 5,23 millió |
| 63.  | 7.  | A könyv (Boston Keltic)                           | Kate Woods       | Blair Singer                      | 2014. július 29. 2015. június 11.    | 4,77 millió |
| 64.  | 8.  | Elveszett és talált dolgok (Lost & Found)         | Randy Zisk       | Jan Nash és Michael Sardo         | 2014. augusztus 5. 2015. június 12.  | 5,09 millió |
| 65.  | 9.  | Elveszve (It Takes a Village)                     | Michael Katleman | Ken Hanes és Jan Nash             | 2014. augusztus 12. 2015. június 15. | 5,68 millió |
| 66.  | 10. | A főnix felemelkedése (Phoenix Rising)            | Mark Haber       | Russell J. Grant és Alicia Kirk   | 2014. augusztus 19. 2015. június 16. | 5,21 millió |
| 67.  | 11. | Hőség (If You Can't Stand the Heat)               | Steve Clancy     | Diana Mendez és Sam Lembeck       | 2014. augusztus 26. 2015. június 17. | 5,16 millió |
| 68.  | 12. | Terhelő bizonyíték (Burden of Proof)              | Norman Buckley   | Katie Wech                        | 2014. szeptember 2. 2015. június 17. | 5,04 millió |
| 69.  | 13. | Terhelő bizonyíték (2. rész) (Bridge to Tomorrow) | Ed Ornelas       | Ken Henes                         | 2015. február 17. 2015. június 19.   | 3,58 millió |
| 70.  | 14. | Csodás gyógymód (Foot Loose)                      | Christine Moore  | Michael Sardo                     | 2015. február 24. 2015. június 22.   | 2,86 millió |
| 71.  | 15. | Magánnyomozó (Gumshoe)                            | Greg Prange      | Ron McGee                         | 2015. március 3. 2015. június 23.    | 3,51 millió |
| 72.  | 16. | Személyazonosság-lopás (In Plain View)            | Mark Haber       | Russell J. Grant                  | 2015. március 10. 2015. június 24.   | 3,12 millió |
| 73.  | 17. | Kutyaharapás szőrével (Bite Out Of Crime)         | Steve Robin      | Alicia Kirk és Katie Wech         | 2015. március 17. 2015. június 25.   | 3,39 millió |
| 74.  | 18. | A család az első (Family Matters)                 | Michael Katleman | Jan Nash                          | 2015. március 17. 2015. június 26.   | 3,62 millió |

## Hatodik évad (2015-16)
| Sor. | Év. | Cím                                                              | Rendező         | Író                                                         | Premier                               | Nézettség   |
| ---- | --- | ---------------------------------------------------------------- | --------------- | ----------------------------------------------------------- | ------------------------------------- | ----------- |
| 75.  | 1.  | Essex Street-i állomás (The Platform)                            | Greg Prange     | Jan Nash                                                    | 2015. június 16. 2016. október 4.     | 4,39 millió |
| 76.  | 2.  | Fogadás (Bassholes)                                              | Chad Lowe       | Michael Sardo                                               | 2015. június 23. 2016. október 4.     | 4,01 millió |
| 77.  | 3.  | Halálos betakarítás (Deadly Harvest)                             | Mark Haber      | Ken Hanes                                                   | 2015. június 30. 2016. október 5.     | 4,27 millió |
| 78.  | 4.  | A hamísító (Imitation Game)                                      | Steve Robin     | Katie Wech                                                  | 2015. július 7. 2016. október 6.      | 4,42 millió |
| 79.  | 5.  | Szerencsejáték (Misconduct Game)                                 | Kate Woods      | Ron McGee                                                   | 2015. július 14. 2016. október 7.     | 4,12 millió |
| 80.  | 6.  | A könyvelő (Face Value)                                          | Steve Clancy    | Történet: Alicia Kirk Tévéjáték: Sam Lembeck                | 2015. július 21. 2016. október 10.    | 4,16 millió |
| 81.  | 7.  | Érzelmek nélkül (A Bad Seed Grows)                               | Christine Moore | Russell J. Grant                                            | 2015. július 28. 2016. október 11.    | 4,40 millió |
| 82.  | 8.  | Örülök a találkozásnak, Dr. Isles! (Nice to Meet You, Dr. Isles) | Norman Buckley  | Jan Nash és Michael Sardo                                   | 2015. augusztus 4. 2016. október 12.  | 4,23 millió |
| 83.  | 9.  | Tökéletes társ (Love Taps)                                       | Pete Kowalski   | Történet: Dan Hamamura Tévéjáték: Ron McGee és Dan Hamamura | 2015. augusztus 11. 2016. október 13. | 4,33 millió |
| 84.  | 10. | Kutyaverseny (Sister Sister)                                     | Steve Robin     | Ken Hanes                                                   | 2015. augusztus 18. 2016. október 14. | 4,52 millió |
| 85.  | 11. | Nyomozás Los Angelesben (Fake It 'Til You Make It)               | Mark Haber      | Katie Wech                                                  | 2015. augusztus 25. 2016. október 17. | 4,59 millió |
| 86.  | 12. | 5:26 (5:26)                                                      | Greg Prange     | Michael Sardo                                               | 2015. szeptember 1. 2016. október 18. | 4,77 millió |
| 87.  | 13. | Bújócska (Hide and Seek)                                         | Kevin G. Cremin | Jan Nash                                                    | 2016. február 16. 2016. október 19.   | 2,34 millió |
| 88.  | 14. | Vihar (Murderjuana)                                              | Norman Buckley  | Russel J. Grant                                             | 2016. február 16. 2016. október 20.   | 2,59 millió |
| 89.  | 15. | Félelem klub (Scared to Death)                                   | Mark Haber      | Ron McGee                                                   | 2016. február 23. 2016. október 21.   | 2,40 millió |
| 90.  | 16. | A kelet találkozik a nyugattal (East Meets West)                 | Mark Strand     | Ken Hanes                                                   | 2016. március 1. 2016. október 24.    | 2,43 millió |
| 91.  | 17. | Bomba jó utazás (Bomb Voyage)                                    | Jan Nash        | Jan Nash és Katie Wech                                      | 2016. március 8. 2016. október 25.    | 3,33 millió |
| 92.  | 18. | Lövés a sötétben (A Shot in the Dark)                            | Greg Prange     | Michael Sardo                                               | 2016. március 15. 2016. október 26.   | 2,92 millió |

## Hetedik évad (2016)
| Sor. | Év. | Cím                                               | Rendező           | Író                               | Premier                                  | Nézettség   |
| ---- | --- | ------------------------------------------------- | ----------------- | --------------------------------- | ---------------------------------------- | ----------- |
| 93.  | 1.  | Két lövés: Mozgás előre (Two Shots: Move Forward) | Greg Prange       | Jan Nash                          | 2016. június 6. 2017. szeptember 5.      | 3,91 millió |
| 94.  | 2.  | Veszélyes görbe (Dangerous Curve Ahead)           | Norman Buckley    | Ron McGee                         | 2016. június 6. 2017. szeptember 6.      | 3,58 millió |
| 95.  | 3.  | Zsaruk vs. zombik (Cops vs. Zombies)              | Steve Robin       | Katie Wech                        | 2016. június 13. 2017. szeptember 7.     | 4 millió    |
| 96.  | 4.  | Postások (Post Mortem)                            | Mark Haber        | Meredith Philpott                 | 2016. június 20. 2017. szeptember 8.     | 4,13 millió |
| 97.  | 5.  | A kétség árnyéka (Shadow of Doubt)                | Peter B. Kowalski | Ken Hanes                         | 2016. június 27. 2017. szeptember 11.    | 4,36 millió |
| 98.  | 6.  | Kísértet história (There Be Ghosts)               | Kevin G. Cremin   | Russell J. Grant                  | 2016. július 11. 2017. szeptember 12.    | 4,14 millió |
| 99.  | 7.  | Holtteher (Dead Weight)                           | Stephen Clancy    | Jeremy Svenson és Sam Lembeck     | 2016. július 18. 2017. szeptember 13.    | 4,05 millió |
| 100. | 8.  | Beépülve (2M7258-100)                             | Angie Harmon      | Jan Nash                          | 2016. július 25. 2017. szeptember 14.    | 3,87 millió |
| 101. | 9.  | 65 óra (65 Hours)                                 | Mark Strand       | Meredith Philpott és Dan Hamamura | 2016. augusztus 1. 2017. szeptember 15.  | 4,09 millió |
| 102. | 10. | Gazdagabb vagy szegényebb (For Richer or Poorer)  | Sasha Alexander   | Ken Hanes                         | 2016. augusztus 15. 2017. szeptember 18. | 3,87 millió |
| 103. | 11. | Balzsam (Stiffed)                                 | Jan Nash          | Katie Wech                        | 2016. augusztus 22. 2017. szeptember 19. | 4,75 millió |
| 104. | 12. | Minden változik (Yesterday, Today, Tomorrow)      | Greg Prange       | Ron McGee                         | 2016. augusztus 29. 2017. szeptember 20. | 4,83 millió |
| 105. | 13. | Az utolsó ügy (Ocean-Frank)                       | Michael Robin     | Russell J. Grant és Jan Nash      | 2016. szeptember 5. 2017. szeptember 21. | 5,26 millió |

## Fordítás
- Ez a szócikk részben vagy egészben  a   List of Rizzoli & Isles episodes című angol Wikipédia-szócikk ezen változatának fordításán alapul.  Az eredeti cikk szerkesztőit annak laptörténete sorolja fel. Ez a jelzés csupán a megfogalmazás eredetét és a szerzői jogokat jelzi, nem szolgál a cikkben szereplő információk forrásmegjelöléseként.